# John Clare
John Clare (ur. 13 lipca 1793 w Northamptonshire, zm. 20 maja 1864 tamże) – angielski poeta epoki romantyzmu silnie związany z przyrodą oraz dialektem rodzinnego hrabstwa Northamptonshire. Niezauważony i niedoceniony przez ówczesną krytykę literacką, doczekał się uznania dopiero pod koniec XX wieku.

## Twórczość
Wielki wpływ na twórczość Johna Clare miała nieszczęśliwa miłość do Mary Joyce, córki zamożnego farmera z Northamptonshire, a także – pośrednio związany z tym – dożywotni pobyt w okolicznych szpitalach psychiatrycznych.
I sleep with thee, and wake with thee,

 And yet thou art not there;

 I fill my arms with thoughts of thee.
Pierwsze próby literackie Johna Clare’a były raczej przeróbkami amatorskich ballad pisanych do szuflady przez ojca, Parkera Clare’a. Poważne wiersze młody poeta zaczął pisać dopiero po lekturze The Seasons szkockiego dramaturga Jamesa Thomsona, której wpływy widać w szczególnej wrażliwości na zmienność pór roku, zarówno we wczesnych, jak i dojrzałych wierszach barda Northamptonshire.
Poezja Johna Clare’a powstawała w okresie rewolucji przemysłowej w Anglii, dlatego też będąc silnie zanurzoną w atmosferze życia wiejskiego, stanowiła romantyczną reakcję na industrializację, pokrewną twórczości Williama Wordswortha i Roberta Southeya. Clare stale starał się wychwytywać w przyrodzie oznaki „wieczności”, elementy duchowej stabilizacji w powszechnym poczuciu przemijania życia ludzkiego oraz zmienności losów. Natura w wierszach angielskiego poety jest ponadto bytem głęboko czującym, podzielającym stany egzystencjalne jednostek szczególnie wrażliwych. John Clare jest autorem między innymi cyklu The Shepherd’s Calendar.
All nature has a feeling: woods, fields, brooks

 Are eternal [...]
Współcześnie na nagrobku poety, znajdującym się na cmentarzu w St Botolph’s, widnieje inskrypcja – „A Poet is Born not Made” (Poetą się człowiek rodzi, a nie staje).

## Publikacje
- Poems Descriptive of Rural Life and Scenery (Opisowe wiersze o przyrodzie i życiu na wsi, 1820)
- The Village Minstrel, and Other Poems (Wiejski pieśniarz, 1821)
- The Shepherd’s Calendar with Village Stories and Other Poems (Pasterskie opowieści oraz inne wiersze, 1827)
- The Rural Muse (Wiejskie rozmyślania, 1835)
- Sonnets (Sonety, 1841)